# Ария Старша
Вижте пояснителната страница за други личности с името Ария.
Ария Старша (на латински: Arria; † 42 г.) е жена от Древен Рим, прочута със самоубийството си.
Ария произлиза от род Арии и е омъжена за римския консул Цецина Пет. Когато съпругът ѝ и нейният син едновременно се разболяват и детето умира, тя го погребва сама, за да пази съпруга си.
Пет участва във въстанито на Скрибониан в Илирия (Далмация) през 42 г. против император Клавдий. След провала на бунта, той е закаран с кораб в Рим. Ария иска като робиня да пътува в кораба, което не ѝ се разрешава. Тя наема рибарски кораб и го следва. Съпругът ѝ се бави със самоубийството си, тогава тя се намушква с нож в гърдите и го дава с думите „Paete, non dolet“ („Пет, не боли“) на съпруга си. Това се разказва от Плиний и я прави прочута.
Нейната дъщеря Ария Младша e омъжена за Публий Клодий Тразеа Пет. Фания, внучка на старата Ария, разказва на Плиний за нейната баба.
Смъртта на Ария и Пет е обект на изкуството.